# Uqueba ibne Alhajaje Açaluli
Uqueba ibne Alhajaje Açaluli (em árabe: عُقْبَة بن الْحَجَّاج السَّلُولِيِّ الهَوازِنِيِّ; romaniz.: Uqba ibn al-Ḥajjāj al-Salūlī) foi uale do Alandalus de 734 a 740.